# So Blu
So Blu è il primo album di Blu Cantrell.

## Tracce
1. "Waste My Time" (featuring L.O.) – 3:45
2. "Hit 'em Up Style (Oops!)" – 4:10
3. "Till I'm Gone" – 4:21
4. "U Must B Crazy" – 4:07
5. "The One" – 3:31
6. "I'll Find a Way" – 5:15
7. "Swingin'" – 3:58
8. "10,000 Times" – 4:25
9. "When I Needed You" – 3:49
10. "All You Had to Say" – 4:22
11. "I Can't Believe" – 3:37
12. "So Blu" – 4:14
13. "Blu Is a Mood" – 5:23
Bonus tracks on Japanese & special edition:
14. "Hit 'Em Up Style (Oops!)" [Jazee Remix] – 4:37